# Siniperca liuzhouensis
Siniperca liuzhouensis — вид окунеподібних риб родини Перцихтові (Percichthyidae). Вид мешкає у річках і озерах Китаю.